# Александровский зал Зимнего дворца
Александровский зал Зимнего дворца
Алекса́ндровский за́л — парадный зал в юго-восточной части Зимнего дворца в Санкт-Петербурге.

## История
Зал был построен Александром Павловичем Брюлловым (братом художника К. П. Брюллова) в 1839 году на месте находившихся здесь до пожара Кавалергардского зала и Проходной (Ковровой) комнаты. Находясь на оси с Гербовым залом, он продолжает ряд парадных залов Большой анфилады и в то же время предваряет анфиладу Залов военных картин (в данный момент в этих залах представлено собрание французской живописи), расположившихся в южной части дворца с видом на Дворцовую площадь.

## Идеологическая программа и архитектурное решение
Проект был создан архитектором Брюлловым в 1838 году в ходе перестроек парадных интерьеров дворца после разрушительного пожара 1837 года и был задуман в качестве мемориала победы России в Отечественной войне 1812 года. В отличие от портретной Военной галереи идея увековечивания памяти о войне с Наполеоном нашла здесь образно-аллегорическое решение в формах художественной стилизации. В архитектуре зала необычным образом сочетаются элементы западноевропейской готики, ампира и русской национальной символики. Семь пар пристенных опор оформлены в виде пучков колонок готического стиля. Появление такого приёма обычно объясняют конструктивной необходимостью — поддержкой веерных сводов, однако его можно связать и с существованием скрытой идеологической программы оформления зала, загадками судьбы и тайных симпатий императора Александра I. Известно личное участие его младшего брата, императора Николая I, в разработке программы оформления мемориального зала. Возможно, что, как и в проекте Александровской колонны, Николай Павлович стремился отдать дань уважения своему предшественнику на троне. Сочетание орнаментики французского ампира с российскими двуглавыми орлами и мотивами древнерусского вооружения также имеет триумфальный смысл.
Скульптурное оформление зала осуществлял Д. Ажи. В люнете торцовой стены был помещён медальон с профилем Александра I в виде древнеславянского божества Родомысла, зал украшают увеличенные медальоны Фёдора Толстого, чередующиеся с фигурами Славы. В северном торце зала на месте уже сделанного окна весной 1839 года было предложено установить большой портрет императора в рост в массивном позолоченном подрамнике до пола, а заднее пространство завешено малиновой парчовой драпировкой с вышитыми по ней золотыми двуглавыми орлами. Обрамление не сохранилось.

## Экспозиция
Ранее в зале выставлялись полотна Б. П. Виллевальде, посвящённые основным сражениям Заграничных походов 1813—1814 годов.
В настоящее время в зале экспонируется коллекция западноевропейского серебра XVII—XVIII вв. в массивных витринах-шкафах, нарушающих пространственное восприятие.
Портрет императора Александра I, худ. Дж. Доу, 1824 год.
- В. С. Садовников. Александровский зал. Середина XIX века
- Э. П. Гау. Александровский зал. 1861 год
- Дж. Доу, Портрет императора Александра I, 1824 год
- Веерные своды
- Александровский зал (вид 2008 г.)
- Александровский зал (вид 2015 г.)